# Baigneuses aux nénuphars
Baigneuses aux nénuphars est un tableau réalisé par le peintre français Émile Bernard vers 1889. Cette huile sur toile est une idylle qui représente six femmes nues autour d'un plan d'eau où poussent des nénuphars. Depuis son acquisition en 2023, l'œuvre est conservée au musée d'Orsay, ce musée parisien détenant par ailleurs depuis 1984 une autre peinture du triptyque duquel elle fait partie, Baigneuses à la vache rouge.

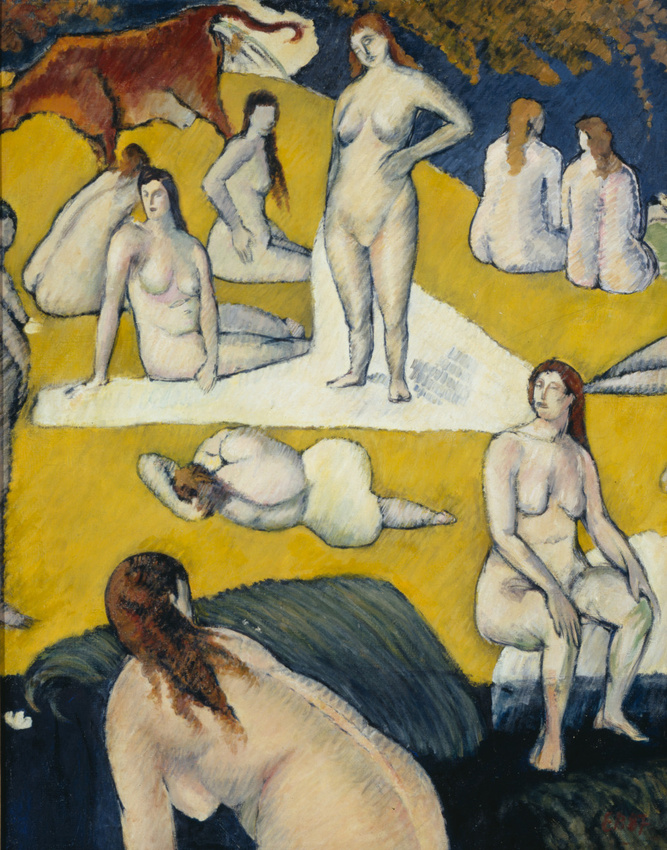
Baigneuses à la vache rouge, 1887.